# 霍斯
在星球大战的宇宙观中，霍斯是所属霍斯太阳系的第六颗行星。行星表面几乎完全被冰雪覆盖，并经常有来自附近的小行星带的彗星掉落到霍斯上。霍斯著名的野生物种包括汤汤兽（两足食草动物）和丸帕兽（两足食肉动物）。在《星球大战V：帝国反击战》中霍斯的外景地是挪威的和冰川。

## 描述
霍斯太阳系的其他五颗行星同样是缺乏生机的，而在霍斯轨道附近则有一个混乱的小行星带。霍斯的自转轴非常倾斜，这造成它的气候非常严酷，白天的最高温度大约只有零下32摄氏度，而夜晚则会降到零下60多度，加以猛烈的寒风使人感觉愈加寒冷。霍斯的表面基本覆盖着冰层，但有少数地方存在地热，地底火山会从中喷发形成冰川。
在星战的情节中，叛军在雅汶战役胜利后遭到帝国反扑，为躲避帝国的围剿来到偏远的霍斯太阳系，并在霍斯上建立了回音基地。而邪恶的达斯·维达一心专注于找到卢克和叛军基地，他派出大量侦察机器人遍布整个星系展开搜索，最终探测到了回音基地的存在。维达随即集结了大批帝国陆军准备进攻霍斯。而在此之前卢克观测到“流星”（实则为帝国的侦察机器人）的出现，他正要进一步调查时遭遇了雪地怪兽丸帕并被抓到其洞中。卢克利用原力逃生，但最后也在冰天雪地中迷失了方向。昏迷中的卢克看到欧比旺·克诺比原力灵魂的影像，欧比旺指点他去达高巴找尤达学习原力。此时回音基地内，韩·索罗和丘巴卡正忙着修理千年隼准备脱离叛军，这使得莉亚对韩不满却又恋恋不舍。韩听说卢克前去侦察还未回来，立刻决定出去寻找，尽管当时已经是傍晚。后来韩找到了卢克，将他带回回音基地疗伤。次日清晨帝国暴风军大举进攻回音基地，叛军一边组织侠盗中队（Rogue Squadron）进行抵抗，一边派遣运输机准备撤退。双方在冰寒世界中开始了霍斯战役。尽管卢克、威奇领军的侠盗中队全力阻击了AT-AT的进攻，强大的帝国军在皮耶特将军的指挥下击垮了叛军的护盾，维达亲自进入回音基地寻找卢克。韩、莉亚、丘巴卡和C-3PO被迫登上并未完全修好的千年隼仓促逃离霍斯，而卢克则携带着R2-D2离开大部队前往达高巴寻找尤达。